# 泰梅爾盆地
泰梅爾盆地是俄羅斯的盆地，由克拉斯諾亞爾斯克邊疆區負責管轄，位於北極圈以北約600公里，處於葉尼塞河和哈坦加河之間，該地區人煙稀少。